# Víctor Palmero
Víctor Palmero Guerola (Onda, Castellón, 26 de diciembre de 1989), conocido como Víctor Palmero, es un actor español de teatro, cine y televisión, conocido principalmente por su papel de Alba Recio en la serie La que se avecina.

## Biografía
Su debut como actor fue en el 2005, con 15 años de edad, en la película de televisión Sprint Especial, y en ese mismo año, hizo su primera incursión en el mundo del cine en la película Aquitania, de Rafa Montesinos. Le siguieron Sprint especial y Electroshock (A love to keep)  ambas del director Juan Carlos Claver.
Tras cuatro años en la escuela municipal de teatro de Onda, Castellón, en 2008 Víctor se traslada a Valencia donde inicia sus estudios de Arte dramático. Tras dos años de carrera llega su primer papel protagonista en televisión en la serie valenciana de Canal 9 Unió Musical Da Capo a la que seguiría Senyor Retor donde el actor interpretaba a un joven sacristán de la parroquia de un pueblo rural ficticio.
En 2011, la directora de casting Rosa Estévez, apuesta por él y le ofrece su primer papel nacional en televisión en la serie de Antena 3, Física o química, donde Víctor Palmero interpreta un personaje muy especial: Toño, un joven con problemas de integración que secuestra el instituto y acaba con la vida de Fer, uno de los protagonistas interpretado por Javier Calvo.
En 2012 Víctor se traslada a Madrid. Su don para la comedia hace que forme parte del elenco de Con el culo al aire, serie de Antena 3 que protagonizaría entre otros, junto a Raúl Arévalo y María León durante 3 temporadas, el personaje de Dani, siendo elegida mejor serie del año 2013 en los “Neox Fan Awards”.
Es en el 2013 cuando Víctor Palmero pisa las tablas en Madrid por primera vez, interpretando junto a Eva Isanta Atrapados de Alejandro Melero en el mítico Teatro Alfil, donde más tarde protagonizará Clímax, obra en la que interpretó cinco personajes distintos durante 5 años.
Ha formado parte del reparto de Yo quisiera de Frank Ariza, también ha tenido cameos en series de éxito como Crematorio o Bajo sospecha o en cine como en Dioses y perros de David Marques, o Todos lo hacen de Hugo Martín Cuervo.
Es a finales de 2014 donde Víctor Palmero interpretará a uno de los personajes más sonados de su carrera: Álvaro Recio (Alba Recio), hija transexual de Antonio Recio en la serie de Telecinco La que se avecina.
Víctor Palmero entró en el último capítulo de la 8.ª temporada de la serie, la buena acogida del público hizo que Alba pasase de ser un personaje episódico a uno de los personajes protagonistas.
Ha estudiado "Guión" en la Escuela de escritores de Madrid desarrollando varios guiones de cortometrajes como Tiritas: o tu vida anterior (I Premio a Mejor Guion de Cortometraje 2019 de la en Universidad de La Laguna deTenerife). Entre 2020 y 2024 ha participado en  la gira de The Hole X y  Johnny Chico, su primer monólogo teatral definido como una oda “fuckgender”, basado en la obra Go by night del autor australiano Stephen House, traducido por él mismo y dirigido por el que fuera su mentor en teatro, el dramaturgo, actor y director valenciano Eduard Costa. Este último trabajo le ha llevado a ser uno de los candidatos finalistas en los Premios Max a Mejor Actor 2021. En 2021 estuvo nominado como Mejor Actor Revelación por la Unión de actores y en 2022 obtuvo el premio a Mejor Actor de Teatro en los Premios Cinemagavia.
En 2023 estrena la obra teatral “El monstruo de White Roses” dirigida por Jesús Torres. La Unión de Actores y Actrices lo nominó como Mejor Actor de Reparto en Teatro por este papel.
Actualmente se encuentra rodando los largometrajes “La huella del mal” del autor y director Manuel Ríos San Martín y “Mi cielo tu infierno” del director Alberto Evangelio.

## Filmografía

### Series
| Año         | Serie                 | Papel                        | Cadena                  | Episodios    |
| ----------- | --------------------- | ---------------------------- | ----------------------- | ------------ |
| 2009 - 2010 | Unió musical Da Capo  | Raúl                         | Canal 9                 | 20 episodios |
| 2010        | Crematorio            | Víctor                       | Canal Plus              | 1 episodios  |
| 2011        | Senyor Retor          | Nelo                         | Canal 9                 | 26 episodios |
| 2011        | Física o química      | Antonio "Toño" Aramillo      | Antena 3                | 3 episodios  |
| 2012 - 2014 | Con el culo al aire   | Daniel "Dani" Prieto Soriano | Antena 3                | 42 episodios |
| 2015        | Bajo sospecha         | Chico porros                 | Antena 3                | 1 episodio   |
| 2015 - 2016 | Yo quisiera           | Lope                         | Divinity                | 48 episodios |
| 2015 - 2021 | La que se avecina     | Alba Recio Escobar           | Telecinco / Prime Video | 63 episodios |
| 2016        | Olmos y Robles        | Roberto García               | La 1                    | 1 episodio   |
| 2019        | Capítulo 0            | Padre Montero                | Movistar+               | 1 episodio   |
| 2020        | Justo antes de Cristo | Cayo                         | Movistar+               | 1 episodio   |

### Programas
| Año  | Programa         | Canal     | Notas                    |
| ---- | ---------------- | --------- | ------------------------ |
| 2020 | Tu cara me suena | Antena 3  | Invitado como C. Tangana |
| 2023 | 25 palabras      | Telecinco | Invitado                 |
| 2025 | Pasapalabra      | Antena 3  | Invitado                 |

### Películas
| Año  | Película             | Papel         | Director               |
| ---- | -------------------- | ------------- | ---------------------- |
| 2005 | Aquitania            | Víctor        | Rafa Montesinos        |
| 2014 | Dioses y perros      | Jano          | David Marqués          |
| 2022 | Todos lo hacen       | Andrés        | Hugo Martín Cuervo     |
| 2024 | ¿Quién es quién?     | Víctor        | Hugo Martín Cuervo     |
| 2025 | La huella del mal    | Rodrigo       | Manuel Ríos San Martín |
| 2025 | Mi cielo tu infierno | Padre Antonio | Alberto Evangelio      |

### Películas de televisión
| Película        | Papel  | Cadena  | Año  |
| --------------- | ------ | ------- | ---- |
| Sprint Especial | Víctor | Canal 9 | 2005 |
| Electroshock    | Mario  | TV3     | 2006 |

### Teatro
| Año                      | Obra                       | Papel                 |
| ------------------------ | -------------------------- | --------------------- |
| 2014                     | Atrapados                  | Adolfo                |
| 2014-2021 (Teatro Alfil) | Clímax                     | Rober/Toño            |
| 2018-2021                | Háblame                    | Javier                |
| 2019-2023                | Johnny Chico               | Johnny                |
| 2021-2023                | The Hole X                 | Maestro de Ceremonias |
| 2023-2024                | El Monstruo de White Roses | Harry                 |
| 2024                     | Un buen colchón            | Andrés                |

### Cortometrajes
| Título                           | Papel   | Año  |
| -------------------------------- | ------- | ---- |
| El talento difuso                | Mariano | 2009 |
| Cochín se lo traga               | Abel    | 2010 |
| Claudia a través del cristal     | Raúl    | 2010 |
| Les 7 llums                      | Marc    | 2018 |
| Una buena causa                  | Matías  | 2021 |
| Los chicos del mar               | Sergio  | 2023 |
| ¿Qué estoy haciendo con mi vida? | Manu    | 2023 |
| Maestro y aprendiz               | Pere    | 2023 |
| Escrito por Ib                   | Íbon    | 2024 |